# Myotis vivesi
Espèce
Statut de conservation UICN

 VU A2e; B1ab(ii,iii) : Vulnérable
Myotis vivesi, est une espèce de mammifères chiroptères (chauves-souris) de la famille des Vespertilionidae vivant à proximité du golfe de Californie. C'est la plus grande espèce du genre Myotis aux Amériques,. Deux adaptations (pieds énormes avec des doigts allongés et ombre inversée) permettent à ce vespertilion de se nourrir de poissons et de crustacés, ce qui lui vaut le nom vernaculaire de « murin pêcheur ».

## Répartition et habitat

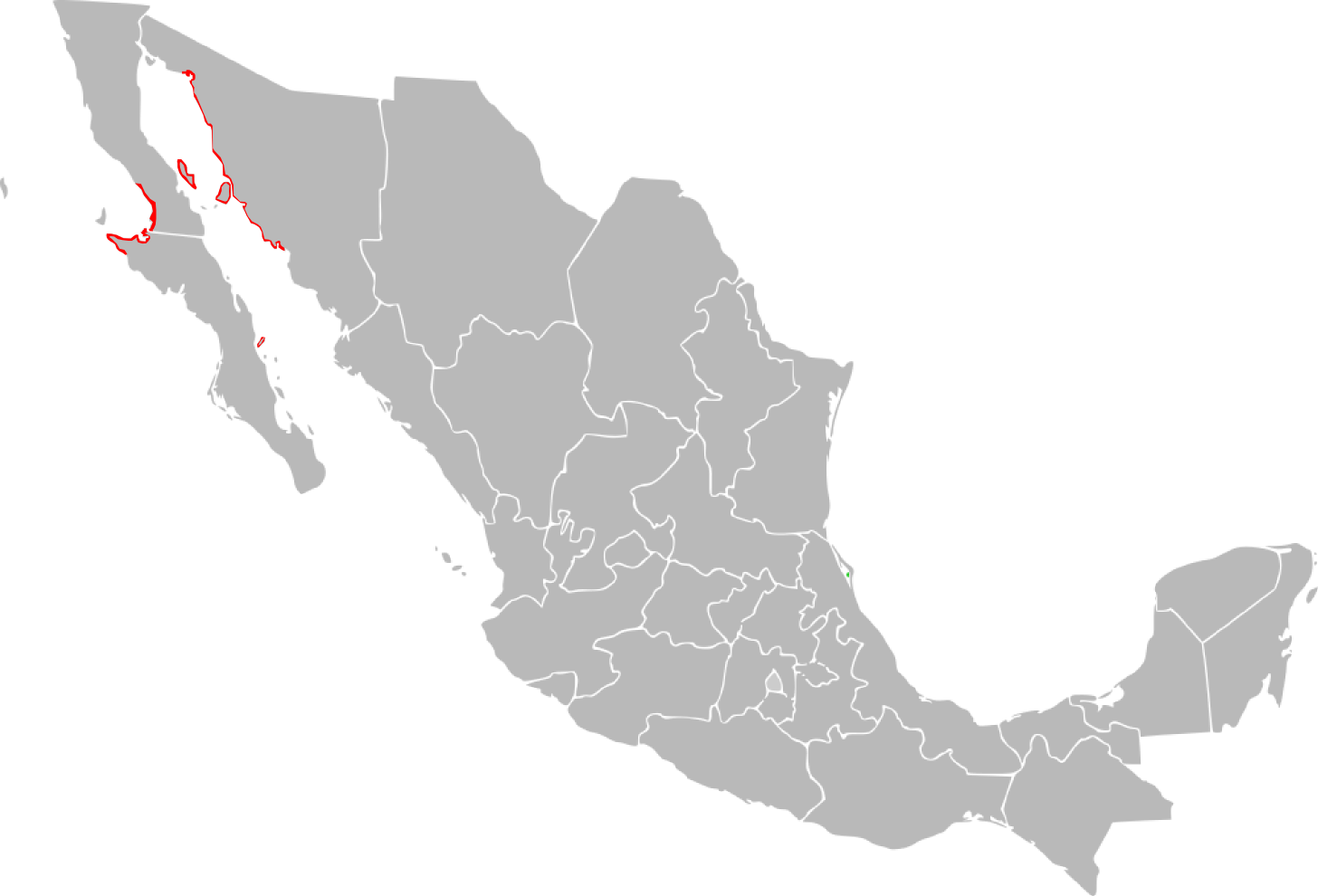
Aire de répartition.